# Industrial (Coronel Fabriciano)
Industrial, também chamado de Distrito Industrial I, é um bairro e distrito industrial do município brasileiro de Coronel Fabriciano, no interior do estado de Minas Gerais. Localiza-se no distrito Senador Melo Viana, estando situado no Setor 4.
Está localizado ao lado do bairro Belvedere. O núcleo industrial possuía, em 2007, 38 empresas instaladas, empregando diretamente cerca de 850 pessoas. Da área total de 182 970 m², 118 894 m² eram de empresas instaladas. Algumas delas fornecem materiais para as grandes indústrias da Região Metropolitana do Vale do Aço (RMVA), como a Usiminas, a Aperam South America e a Cenibra.

## História e descrição

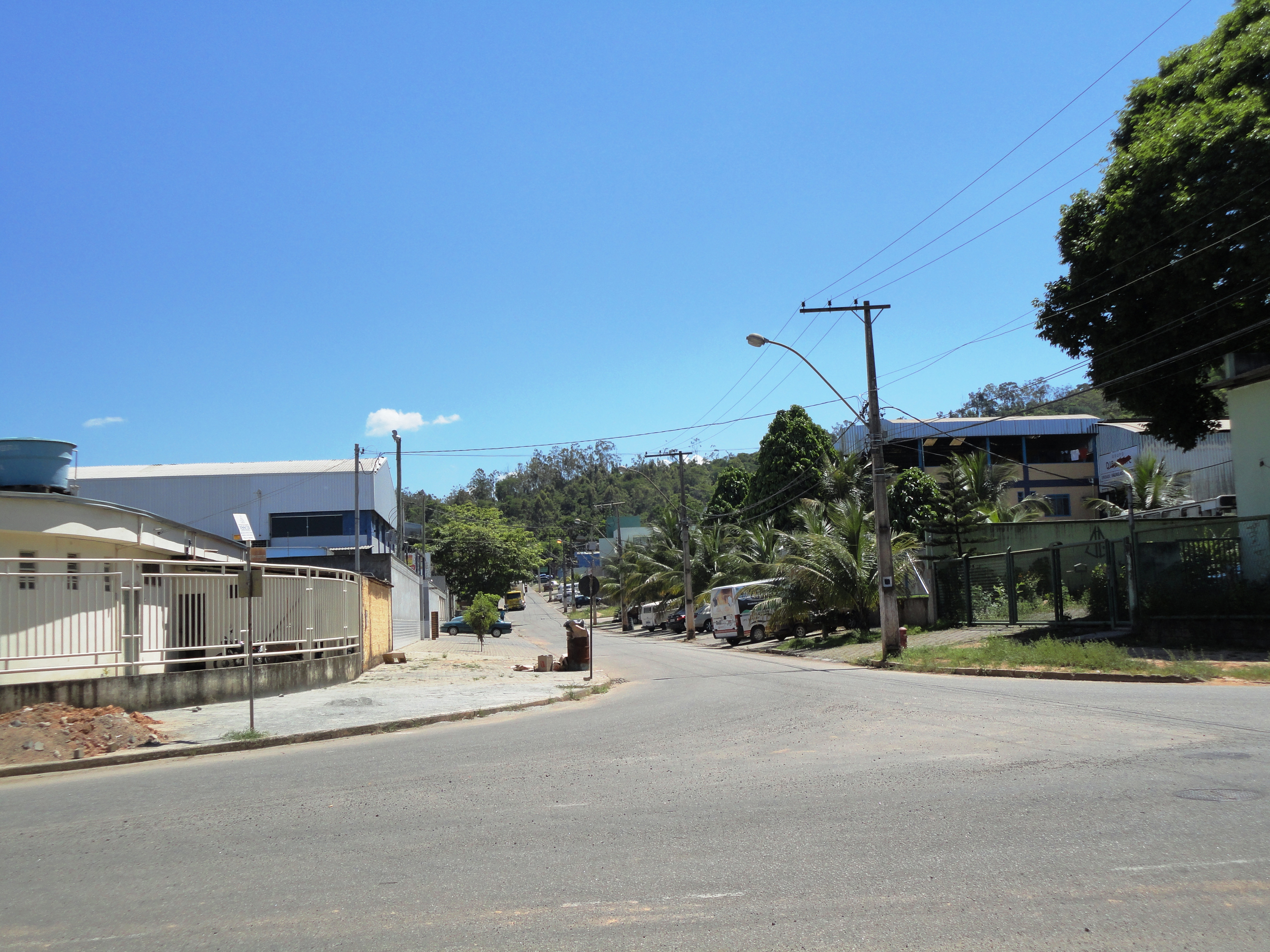
Interior do Distrito Industrial I

O Distrito Industrial I de Coronel Fabriciano foi idealizado pelo prefeito Mariano Pires Pontes, o qual interveio juntamente com a Vale do Rio Doce (atual Vale), que doou a área. Parcerias entre o município e a Vale possibilitaram a instalação das primeiras empresas em 1995.
O então prefeito Hélio Arantes viabilizou o projeto técnico de infraestrutura do Distrito Industrial, que foi executado no mandato de seu sucessores, Paulo Almir Antunes e Chico Simões, com recursos da Vale. Após a implantação, veio para a cidade a Companhia de Desenvolvimento Econômico de Minas Gerais (Codemig), que efetuou a comercialização dos lotes do distrito em convênio com o município e permaneceu na administração do distrito.
O distrito é composto por empresas de diferentes ramos, como indústria de móveis, manutenção siderúrgica, construção civil, e alimentação. A Associação das Empresas do Distrito Industrial (ASSEDI) reúne as empresas do distrito e também é a responsável pelo Centro Integrado de Desenvolvimento (CID), que é a sede social situada numa área de 2 mil m², contando com restaurante central, centro médico com atendimento odontológico e primeiros-socorros, além de espaço de lazer.
Em março de 2023, foi inaugurado o Distrito Industrial II de Coronel Fabriciano, na margem do anel viário da BR-381, chamado de Parque Industrial Vale do Aço. Também foi anunciada a construção de uma estrada de 4 km ligando os Distritos Industriais I e II, a partir da BR-381, possibilitando assim o acesso ao Distrito Industrial I sem ter que passar por dentro dos bairros da zona urbana.